# Saint-Médard-de-Presque
Saint-Médard-de-Presque település Franciaországban, Lot megyében. Lakosainak száma 201 fő (2022. január 1.). Saint-Médard-de-Presque Autoire, Saint-Jean-Lespinasse, Saint-Michel-Loubéjou és Saint-Jean-Lagineste községekkel határos.

## Népesség
A település népessége az elmúlt években az alábbi módon változott:
| Lakosok száma | 176  | 148  | 174  | 196  | 196  | 198  | 202  | 200  | 198  | 201  |
|               | 1968 | 1982 | 1990 | 2006 | 2013 | 2015 | 2017 | 2019 | 2020 | 2022 |